# خافيير فارغاس (عازف قيثارة)
خافيير فارغاس (بالإسبانية: Javier Vargas)‏ هو عازف قيثارة إسباني، ولد في 20 يناير 1955 في مدريد في إسبانيا.

## وصلات خارجية
- خافيير فارغاس على موقع ميوزك برينز (الإنجليزية)
- خافيير فارغاس على موقع ديسكوغز (الإنجليزية)